# Маркес, Джереми
Анхель Джереми Маркес Кастаньеда (исп. Ángel Jeremy Márquez Castañeda; род. 21 июня 2000, Гвадалахара) — мексиканский футболист, полузащитник клуба «Атлас».

## Клубная карьера
Маркес — воспитанник клуба «Атлас». 12 января 2020 года в матче против «Крус Асуль» он дебютировал в мексиканской Примере. В этом же поединке Джереми забил свой первый гол за «Атлас». В 2021 и 2022 году игрок помог клубу выиграть чемпионат.

## Достижения
Клубные
 «Атлас»
- Победитель чемпионата Мексики (2) — Апертура 2021, Клаусура 2022